# Richland (Dakota del Sud)
Richland è un census-designated place (CDP) degli Stati Uniti d'America della contea di Union nello Stato del Dakota del Sud. La popolazione era di 89 abitanti al censimento del 2010.

## Geografia fisica
Secondo lo United States Census Bureau, il CDP ha una superficie totale di 14,62 km², dei quali 14,62 km² di territorio e 0 km² di acque interne (0% del totale).

## Storia
Nel 1861, la comunità fu fondata e prese il nome da Milton M. Rich di Chicago. Si dice che il signor Rich abbia sognato di costruire una comunità sotto i promontori. Tuttavia, è stato anche riferito che il signor Rich non era d'accordo con i funzionari della ferrovia su come dividere il sito della città. La disputa non fu mai risolta; e di conseguenza, la ferrovia fu deviata a Sioux City, Iowa, dopo aver raggiunto Le Mars, Iowa.

## Società

### Evoluzione demografica
Secondo il censimento del 2010, la popolazione era di 89 abitanti.

### Etnie e minoranze straniere
Secondo il censimento del 2010, la composizione etnica del CDP era formata dal 96,63% di bianchi, lo 0% di afroamericani, lo 0% di nativi americani, l'1,12% di asiatici, lo 0% di oceanici, lo 0% di altre razze, e il 2,25% di due o più etnie. Ispanici o latinos di qualunque razza erano lo 0% della popolazione.